# Тархон
Тархон (Тархонт, у Страбона Таркон)  — персонаж етруської міфології. «Організатор» 12 міст тірренів. Його ім'ям названо місто Тарквіній .
За різними переказами, або син Тіррена ; або нащадок Геракла, син Телефа та брат Тіррена; або батько Телефа («Тевконт, батько Телефа») . Згідно Іоанну Ліду, їх було два: до Евандра та після Евандра .
Згідно «Енеїди», Тархон — правитель етрусків . Уклав союз з Енеєм . Бере активну участь в битві. Полонить Венула .
Його ім'я зіставляють з лувійським богом Тархунтом .